# Akkreditiver
Akkreditiver betegner den fuldmagtsskrivelse, udstedt af udsenderstatens statsoverhoved, som en ambassadør efter ankomsten til modtagerstaten overrækker til dennes statsoverhoved. Skrivelsen indeholder en anbefaling af ambassadøren og en anmodning om at yde ham bistand til løsning af opgaven som ambassadør.
Danske ambassadørers akkreditiver udfærdiges med Kongens underskrift.
Akkreditivoverrækkelsen foregår oftest under højtidelige og festlige former, der f.eks. omfatter, at ambassadøren hentes i sin bolig i karet eller limousine og modtages af en æresgarde, der afspiller hans hjemlands nationalsang.
Overrækkelsen ledsages oftest af en kort tale af ambassadøren og en svartale af statsoverhovedet, hvori statsoverhovedet tilsiger ambassadøren sin fulde støtte til løsning af opgaven. Desuden viderebringer ambassadøren en hilsen fra sit eget lands statsoverhoved, som han af modtagerstatens statsoverhoved bliver bedt om at gengælde.
Efter den formelle overrækkelse følger oftest en mere uformel samtale og en mulighed for, at ambassadørens ægtefælle og ambassadens medarbejdere får lejlighed til at hilse på statsoverhovedet.
Sammen med akkreditiverne overrækkes en rappelskrivelse, hvorved den tidligere ambassadørs tjeneste på stedet bringes endeligt til ophør. Også denne er stilet til modtagerstatens statsoverhoved og underskrevet af udsenderstatens statsoverhoved.